# 牛田駅 (広島県)
牛田駅（うしたえき）は、広島県広島市東区牛田新町一丁目にある広島高速交通広島新交通1号線（アストラムライン）の駅。
開業時より、駅前にある広島市総合屋内プールの愛称「ビッグウェーブ前」が副駅名としてつけられており、命名権（ネーミングライツ）導入後に一部の案内表記が「ひろしんビッグウェーブ前」に改められている。

## 歴史
- 1994年（平成6年）8月20日：開業[1][2]。
- 1999年（平成11年）3月20日：ダイヤ改正で急行列車が新設されたが、当駅は通過駅となる[1]。
- 2001年（平成13年）：業務委託駅となる[4]。
- 2004年（平成16年）3月20日：ダイヤ改正で急行列車が廃止され、5年ぶりに全ての列車が停車するようになる[1]。
- 2009年（平成21年）8月8日：PASPY導入[1]。
- 2015年（平成27年）：構内放送とホームの発車標を新白島駅と同等の物に更新。

## 駅構造
島式ホーム1面2線の高架駅。ホームから1フロアー降りたところに券売機・改札がある。ステーションカラーは■緑色。

### のりば
| のりば | 路線              | 方向 | 行先           |
| ------ | ----------------- | ---- | -------------- |
| 1      | ■アストラムライン | 下り | 広域公園前方面 |
| 2      | ■アストラムライン | 上り | 本通方面       |

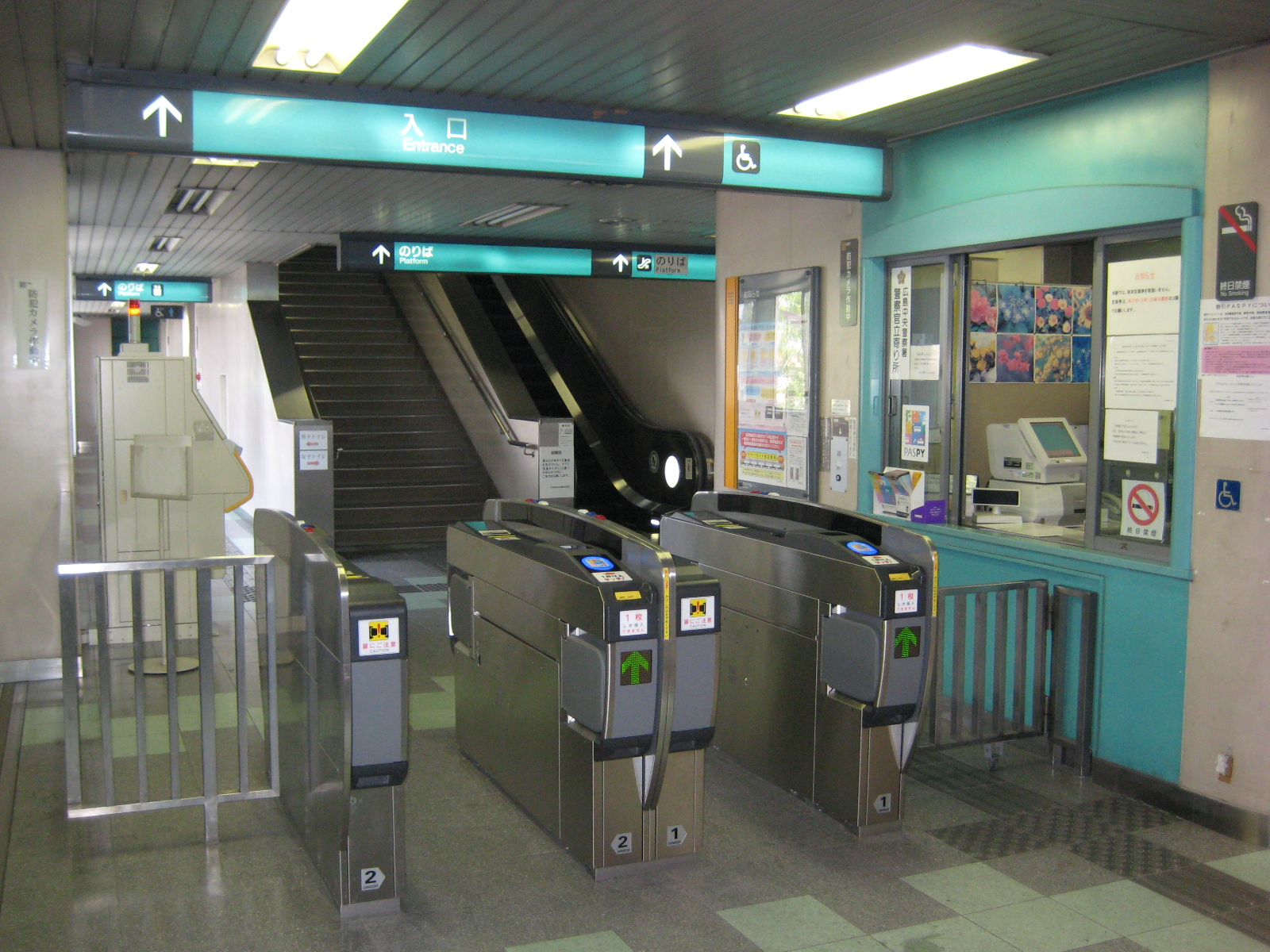
改札口（2009年8月）
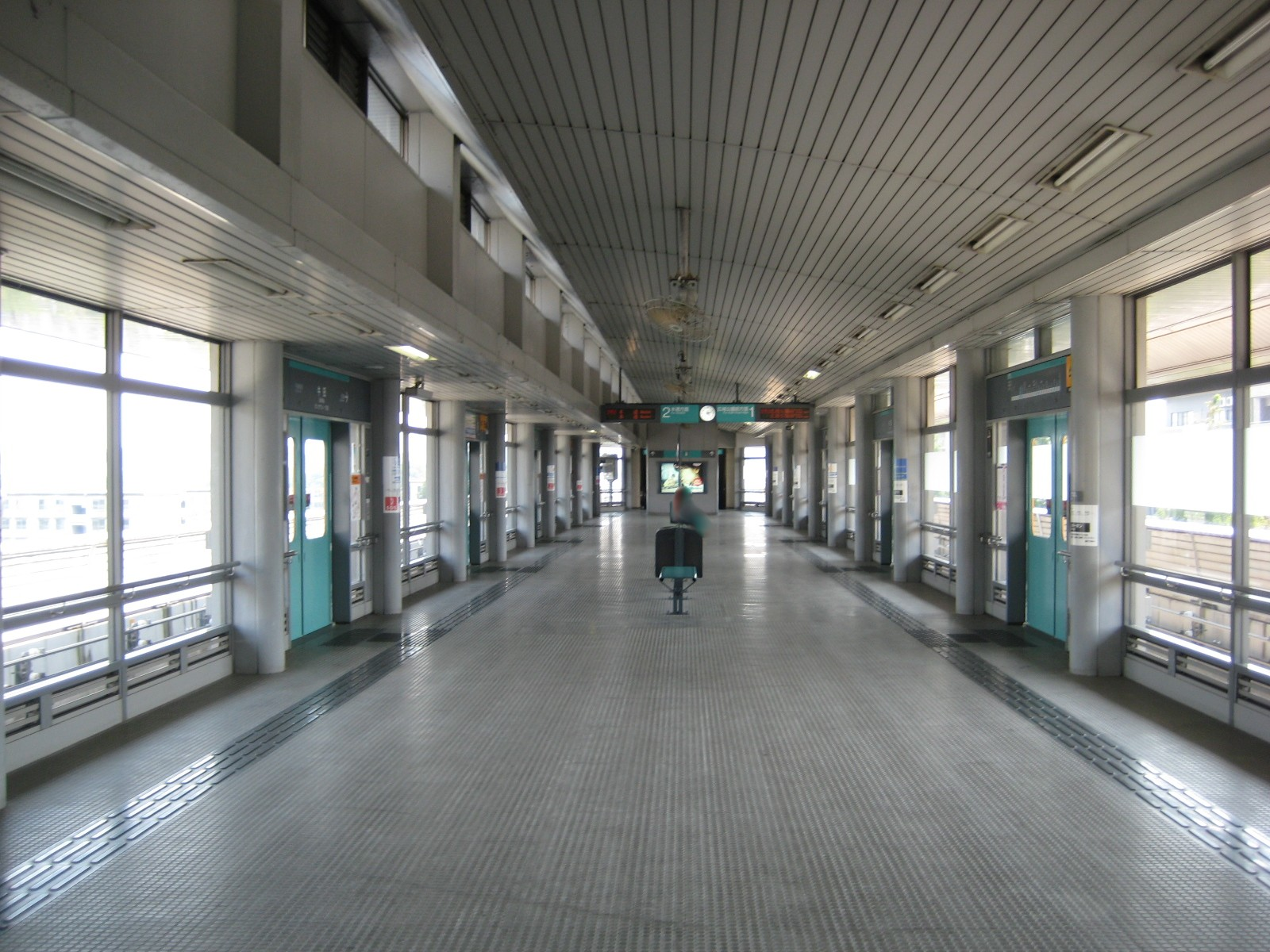
ホーム（2009年8月）

## 利用状況
以下の情報は、広島市統計書に基づいたデータである。アストラムラインでは「1年毎乗車総数」と「1年毎降車総数」の情報を公開している。1日平均乗車人員データは、年度毎の乗車総数を365（閏年は366）で割った値を小数点2位を丸めて小数点1位の値にした物である。アストラムラインのデータは1,000で丸めて提供されているので、1年毎ではプラスマイナス500の誤差があり、1日当たりでは1.4人程度の誤差が発生する。
| 年度               | 1日平均 乗車人員 | 1年毎 乗車総数 | 1年毎 降車総数 |
| ------------------ | ---------------- | -------------- | -------------- |
| 1995年（平成07年） | 939.9            | 344,000        | 323,000        |
| 1996年（平成08年） | 978.1            | 357,000        | 337,000        |
| 1997年（平成09年） | 994.5            | 363,000        | 342,000        |
| 1998年（平成10年） | 1,035.6          | 378,000        | 361,000        |
| 1999年（平成11年） | 1,035.5          | 379,000        | 365,000        |
| 2000年（平成12年） | 1,008.2          | 368,000        | 355,000        |
| 2001年（平成13年） | 989.0            | 361,000        | 345,000        |
| 2002年（平成14年） | 945.2            | 345,000        | 326,000        |
| 2003年（平成15年） | 918.0            | 336,000        | 319,000        |
| 2004年（平成16年） | 879.5            | 321,000        | 299,000        |
| 2005年（平成17年） | 854.8            | 312,000        | 294,000        |
| 2006年（平成18年） | 884.9            | 323,000        | 308,000        |
| 2007年（平成19年） | 852.5            | 312,000        | 294,000        |
| 2008年（平成20年） | 816.4            | 298,000        | 284,000        |
| 2009年（平成21年） | 783.6            | 286,000        | 270,000        |
| 2010年（平成22年） | 819.2            | 299,000        | 286,000        |
| 2011年（平成23年） | 890.7            | 326,000        | 310,000        |
| 2012年（平成24年） | 956.2            | 349,000        | 330,000        |
| 2013年（平成25年） | 1,019.2          | 372,000        | 350,000        |
| 2014年（平成26年） | 1,016.4          | 371,000        | 349,000        |
| 2015年（平成27年） | 1,114.8          | 408,000        | 386,000        |
| 2016年（平成28年） | 1,180.8          | 431,000        | 410,000        |
| 2017年（平成29年） | 1,180.8          | 431,000        | 411,000        |
| 2018年（平成30年） | 1,274.0          | 465,000        | 448,000        |
| 2019年（令和元年） | 1,300.5          | 476,000        | 455,000        |
| 2020年（令和02年） | 1,002.7          | 366,000        | 348,000        |
| 2021年（令和03年） | 1,060.3          | 387,000        | 364,000        |
| 2022年（令和04年） | 1,186.3          | 433,000        | 408,000        |

## 駅周辺
- ひろしんビッグウェーブ（屋内プール・スケートリンク）
- マエダハウジング東区スポーツセンター

## バス路線
牛田駅周辺には「東区スポーツセンター入口」バス停があり、広電バス・広島交通・中国JRバス が停車する。
東区スポーツセンター入口 バス停（祇園新道沿い北行き 不動院方面）
- 12 （広電バス） 戸坂・東浄小学校前方面
- 30,32 （広島交通 深川線 / 中国JRバス 雲芸南線） 高陽方面

東区スポーツセンター入口 バス停（祇園新道沿い南行き 広島バスセンター・広島駅方面）
- 30 （広島交通 深川線 / 中国JRバス 雲芸南線） 広島バスセンター方面
- 32 （広島交通 深川線 / 中国JRバス 雲芸南線） にぎつ・広島駅方面

東区スポーツセンター入口 バス停（東行き 八丁堀方面）
- 12 （広電バス） 県病院前・仁保沖町方面

## 隣の駅
広島高速交通
■広島新交通1号線（アストラムライン）
白島駅 - 牛田駅 - 不動院前駅